# Chlorosarin
Chlorosarin – fosforoorganiczny związek chemiczny z grupy chlorofosfonianów, bezpośredni prekursor sarinu znajdujący się w części B wykazu 1. Konwencji o zakazie broni chemicznej.
Sarin otrzymuje się w dwóch etapach. Najpierw w reakcji metylofosfonianu izopropylu z fosgenem tworzy się chlorosarin, który następnie z fluorkiem sodu tworzy sarin.